# 島津季久
島津季久（しまづ すえひさ、応永20年（1413年） - 文明9年8月6日（1477年9月22日））は、室町時代中期の薩摩の人。薩摩島津氏の分家、豊州家初代当主。父は島津宗家8代当主の島津久豊。
島津宗家8代久豊の三男で庶子。豊州家初代当主。季久が豊後守を称したことから「豊州家」と呼ばれる。享徳年間（1452 - 1455）、兄で島津宗家9代当主の島津忠国の命で平山氏を攻め帖佐を領土とすると瓜生野城（後の建昌城）を築いた。
応仁元年（1467年）、京都で応仁の乱が起きると、九州でも東西両軍に別れ争いが繰り広げられた。島津宗家第10代当主の島津立久は東軍についたが、季久は西軍に属していた。他家同様どちらが勝利してもよい様にという考えからであった。
忠国・立久親子にはよく仕えたが、第11代当主である島津忠昌の時に肥後方面の戦略について忠昌と対立。帖佐で挙兵すると、本家の居城清水城に迫った。忠昌はこれにより伊集院一宇治城に避難している。しかし同じくして乱を起こした相州家の島津友久が忠昌に敗れると恭順。文明9年（1477年）死去。享年65。
晩年、季久は豊州家の菩提寺として総禅寺（現姶良市）を建立したが、完成を待たずして病死する。遺骸は一時近くの雲門寺に埋葬され、完成後に総禅寺に改葬された。墓が総禅寺跡（姶良市帖佐）に現存しているが、廃寺となっており整備されていない。

## 系譜[3]
- 父：島津久豊
- 母：上原氏某の娘
- 正室：日置久儀の娘 - 法名は芳林妙香大姉
  - 長男：島津忠廉（1440～1491） - 豊州家2代当主

- 母不詳
  - 次男：平山忠康 - 平山城（姶良市鍋倉）主となり、平山を称す
  - 長女：北郷数久の妻 - 嫡子は北郷忠相。嫡女は新納忠武に嫁ぐ。享年32も没年不明。法名は松庵妙椿大姉[4]
  - 三男：加治木満久 - 加治木氏の猶子となる
  - 四男：島津守興（～明応6年3月4日） - 起宗和尚。豊州家の菩提寺である総禅寺の実質的な開山僧[5]。米山薬師を創建[6]
  - 五男：幸久
  - 六男：忠季 - のち安久と改名
  - 七男：梅谷芳清 - 幼少で出家し、兄・忠廉が招いた桂庵玄樹に師事する[7]